# Route 18 (Colombie-Britannique)
La Route 18 est une courte route dans le district régional de Cowichan Valley sur l'Île de Vancouver, reliant la communauté de Lake Cowichan à la route 1 à Duncan. La route a d'abord ouvert en 1953 pour être déplacée sur un tracé plus large et droit en 1970.

## Intersections majeures
| District régional | Ville         | km    | Destinations             | Notes |
| ----------------- | ------------- | ----- | ------------------------ | ----- |
| Cowichan Valley   | Lake Cowichan | 0,00  | Youbou Road              |       |
| Cowichan Valley   | Duncan        | 25,76 | BC-1 – Nanaimo, Victoria |       |
|                   |               |       |                          |       |